# Зіркоплідник
Зіркоплідник (Damasonium) — рід трав'янистих однодольних рослин родини частухові (Alismataceae).

## Опис
Це багаторічні або однорічні трав'янисті рослина. Листя овальне або ланцетне, основа закруглена або клиноподібно звужена, верхівка гостра; на довгих черешках, зібрані в розетку.
Квітки двостатеві, актиноморфні, зібрані мутовками в зонтики, грона або волоті. Чашолистків 3, зеленуваті, широкояйцеподібні, 1,3–2,5 мм завдовжки; пелюсток 3, білі або рожеві, біля основи жовтуваті, 3–6 мм завдовжки. Тичинок 6, нитки сплюснуті. Плодолистиків 6–15, розташовані кільцеподібно. Плід зіркоподібний з відхилених в сторони плодиків, 6–12(15) мм завдовжки, стінки шкірясті, поздовжньо ребристі, довго загострені. Насіння вигнуте, оболонка поперечно-гребінчаста.

## Види
Рід включає 6 видів:
- Damasonium alisma Mill. — Європа;
- Damasonium bourgaei Coss. — Середземномор'я, Індія;
- Damasonium californicum Torr. ex Benth. — захід США[3];
- Damasonium constrictum Juz. — Казахстан, Сибір;
- Damasonium minus (R. Br.) Buchenau — Австралія;
- Damasonium polyspermum Coss. — Європа, Північна Африка.